# Andrí Lunin
Andrí Oleksíovitx Lunin (nascut l'11 de febrer de 1999) és un futbolista professional ucraïnès que juga com a porter pel Reial Madrid CF.
Lunin és producte del planter del FC Metalist i del FC Dnipro. A partir de 2016, va jugar al segon equip del FC Dniprò. Va debutar al primer equip com a titular contra l'FC Karpaty Lviv el 16 d'octubre de 2016 a la Premier League ucraïnesa.
El 19 de juny de 2018, el Reial Madrid CF va arribar a un acord amb el Zorya Luhansk per traspassar Lunin a canvi de 8.5 milions d'euros més 5 milions en variables. El traspàs es va signar quatre dies després, i va esdevenir així el primer ucraïnès en jugar pel club. El 27 d'agost de 2018, fou cedit al CD Leganés, també de primera divisió, per la temporada 2018-19.

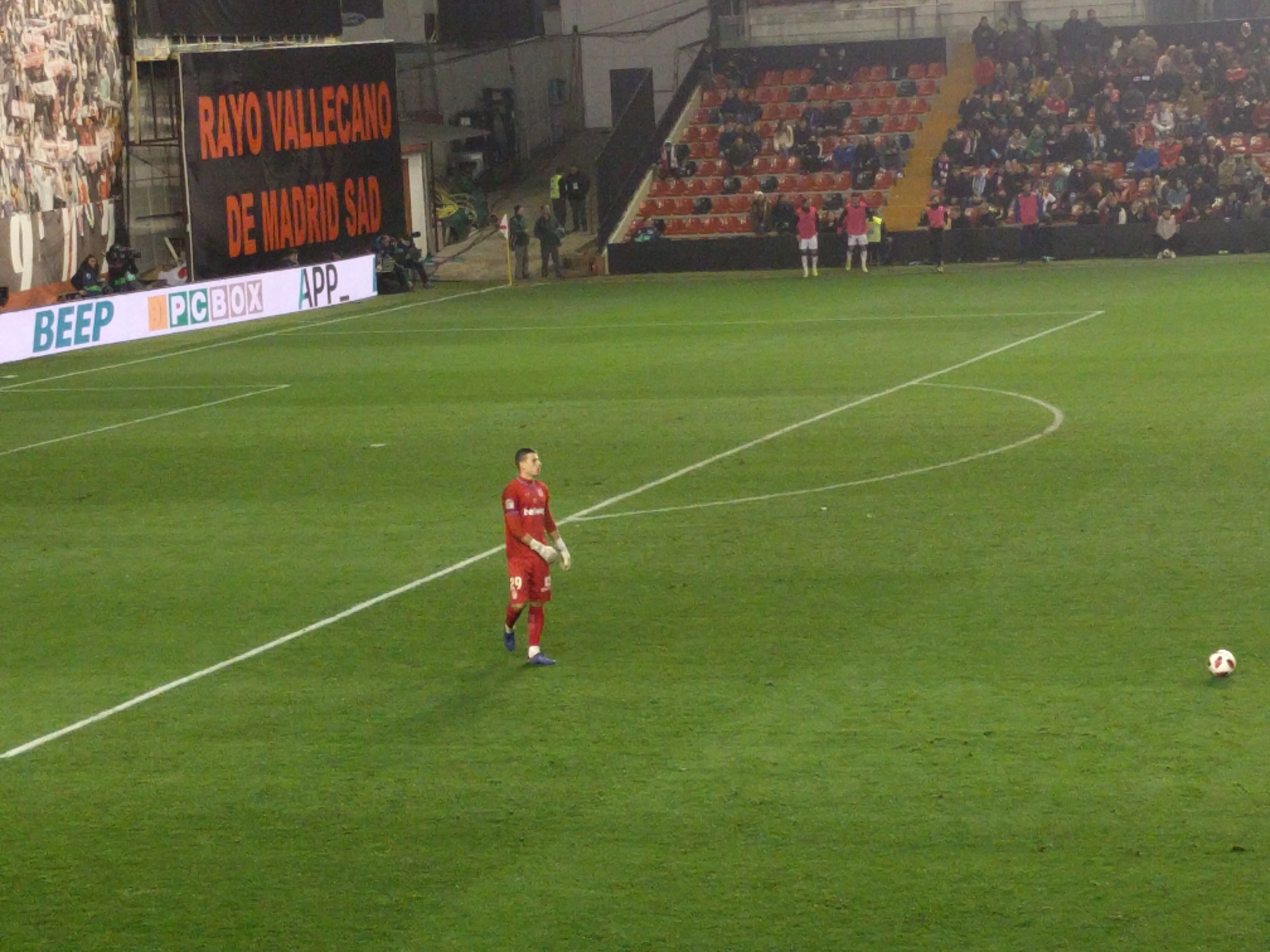
Lunin en partit de Copa del Rei amb el CD Leganés.

## Palmarès
Reial Madrid
- 1 Copa Intercontinental de la FIFA: 2024[6]
- 1 Campionat del món de clubs de la FIFA: 2022
- 2 Supercopes d'Europa: 2022, 2024[7]
- 2 Lligues de Campions: 2021–22, 2023-24[8]
- 2 Lligues espanyoles: 2021-22, 2023-24[9]
- 1 Copa del Rei: 2022-23[10]
- 2 Supercopes d'Espanya: 2021-22, 2024[11]

Selecció ucraïnesa
- 1 Copa del Món sub-20: 2019